# 월든 미디어
월든 미디어(Walden Media)는 미국의 영화 제작사로, 주로 어린이 영화 제작을 하고 있다. 영화 《나니아 연대기》 시리즈의 제작으로도 알려져 있다.